# Laddbar kärnmodul
Laddbar kärnmodul (Loadable Kernel Module, LKM), avser inom datateknik en objektfil som innehåller kod för att utöka en operativsystemskärna som är i drift, eller så kallad grundkärna, i ett operativsystem. 
De flesta Unixliknande systemen, och Microsoft Windows, stödjer laddbara kärnmoduler, även om de kan ha ett annat namn för dem, såsom kärnutökning (kernel extension, kext) i Apples Mac OS. De är också kända som Kärn-Laddningsbara-Moduler  och i enkel form som Kärn Moduler (KMOD). LKM:er används oftast för att lägga till stöd för ny hårdvara eller filsystem, och för att lägga till nya systemanrop. När en funktion som tillhandahålls av en LKM ej längre behövs, kan den plockas bort för att frigöra minne.